# Debbie Meyer
Deborah "Debbie" Elizabeth Meyer (Annapolis, 14 de agosto de 1952) é uma ex-nadadora dos Estados Unidos, ganhadora de três medalhas de ouro nos Jogos Olímpicos da Cidade do México em 1968.
Foi recordista mundial dos 200 metros livres entre 1968 e 1971, dos 400 metros livres entre 1967 e 1971, dos 800 metros livres entre 1967 e 1970, e dos 1500 metros livres entre 1967 e 1971. Apesar de sofrer de asma, bateu 20 recordes mundiais durante sua carreira.